# 彩都西駅
彩都西駅（さいとにしえき）は、大阪府茨木市彩都あさぎ一丁目にある、大阪モノレール彩都線の駅である。
彩都線の終着駅で、国際文化公園都市（彩都）内に位置する。駅番号は54。

## 歴史
国際文化公園都市（彩都）は2004年（平成16年）に西部地区が先行して街開きし、それを受けて彩都線の当駅までの延伸工事が着工された。

### 年表
- 2005年（平成17年）4月22日：駅名を彩都西駅に決定。それまでの仮称は西センター駅であった。
- 2007年（平成19年）3月19日：開業[1][2]。
- 2019年（令和元年）11月16日：可動式ホーム柵の使用を開始[3]。

## 駅構造
1面2線の島式ホームを持つ橋上駅である（大阪モノレールで橋上駅舎を持つのは当駅と万博記念公園駅のみである）。掘割状のところに路線が作られているため、駅前広場からは同一レベルで橋上の改札口に行けるようになっている。駅の開業当初は駅の西側の彩都やまぶき側に連絡する歩道橋は途中で断絶しており、階段で大阪府道1号茨木摂津線の側歩道に下ることができるのみであった。その後、彩都やまぶき側のマンション建設に伴い、2008年（平成20年）に歩道橋のやまぶき側への延長工事が行われた。しかし、マンションの完成までは通行止めの措置が行われ、2010年（平成22年）3月にようやく通行が可能になった。
駅の立地する地名の「彩都あさぎ」と隣接する「彩都やまぶき」にちなみ、ホームの屋根の妻面や改札口外の柱などはあさぎ色に、改札口から駅前を結ぶ歩道橋の側面はやまぶき色に塗装されている。
かつて東センター駅（仮称）までの延伸が予定されていた関係上、列車の折り返しは引上線形式となっている（大阪モノレール本線の門真市駅も同様）。到着列車は1番線で乗客を降ろした後、その先の引上線で折返し、改めて万博記念公園方面行として2番線に入線する。また、引上線の上を府道1号線が跨いでいるが、これは一般道路が大阪モノレールの軌道を跨いでいる唯一の箇所である（万博記念公園駅の西側にも軌道を跨ぐ道路があるが、これは万博記念公園の管理用道路で一般の通行はできない）。
プラットホームは豊川駅と同様、4両分の長さしか用意されていないが、ホームの豊川駅側には将来のホーム延長ができるように用地の確保がされており、軌道もこの部分の先から下り傾斜となっている。また、当駅は当初からプラットホームと車両の床の段差がないため、他の駅に見られるドア位置のスロープがない。
冬季は強い北風が吹くことがあるため、2013年に改札前に防風用のシャッターが新設された。2019年11月16日には可動式ホーム柵の使用が開始され、放送も変わっている。

### のりば
| ホーム | 路線    | 行先             | 備考               |
| ------ | ------- | ---------------- | ------------------ |
| 1      | ■彩都線 |                  | （降車専用ホーム） |
| 2      | ■彩都線 | 万博記念公園方面 | 一部は本線直通     |

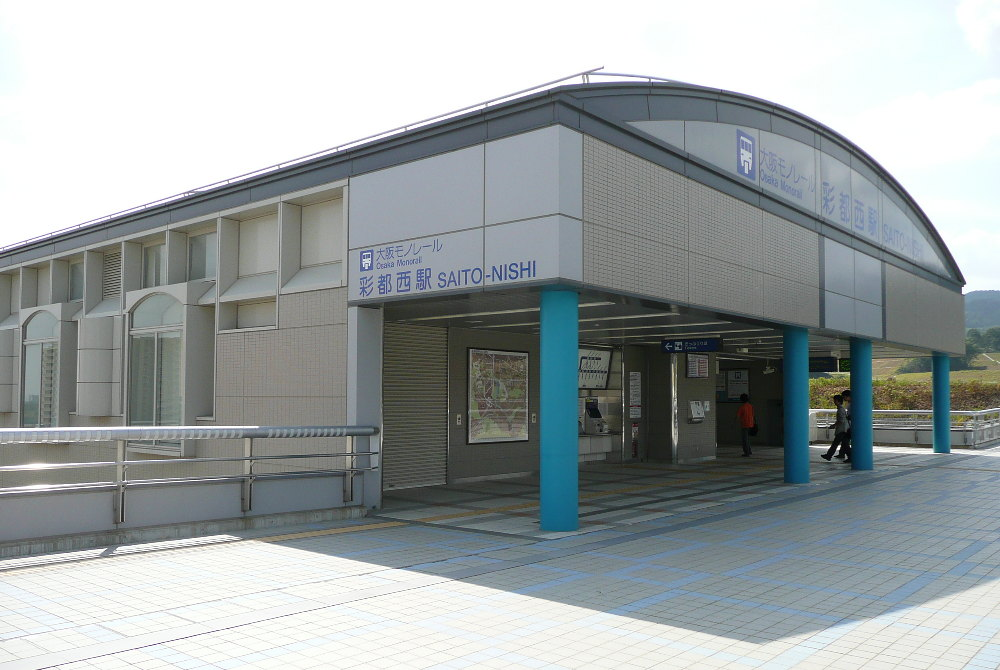
出入口（2007年8月）
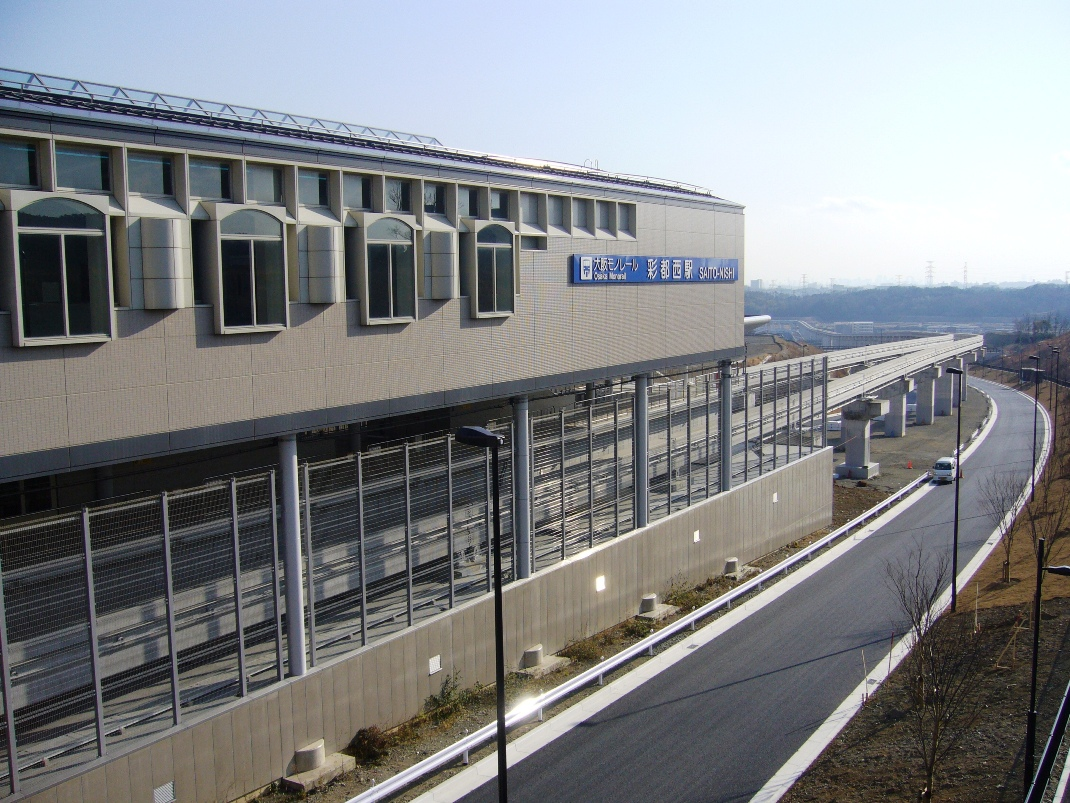
駅側面（2007年2月）
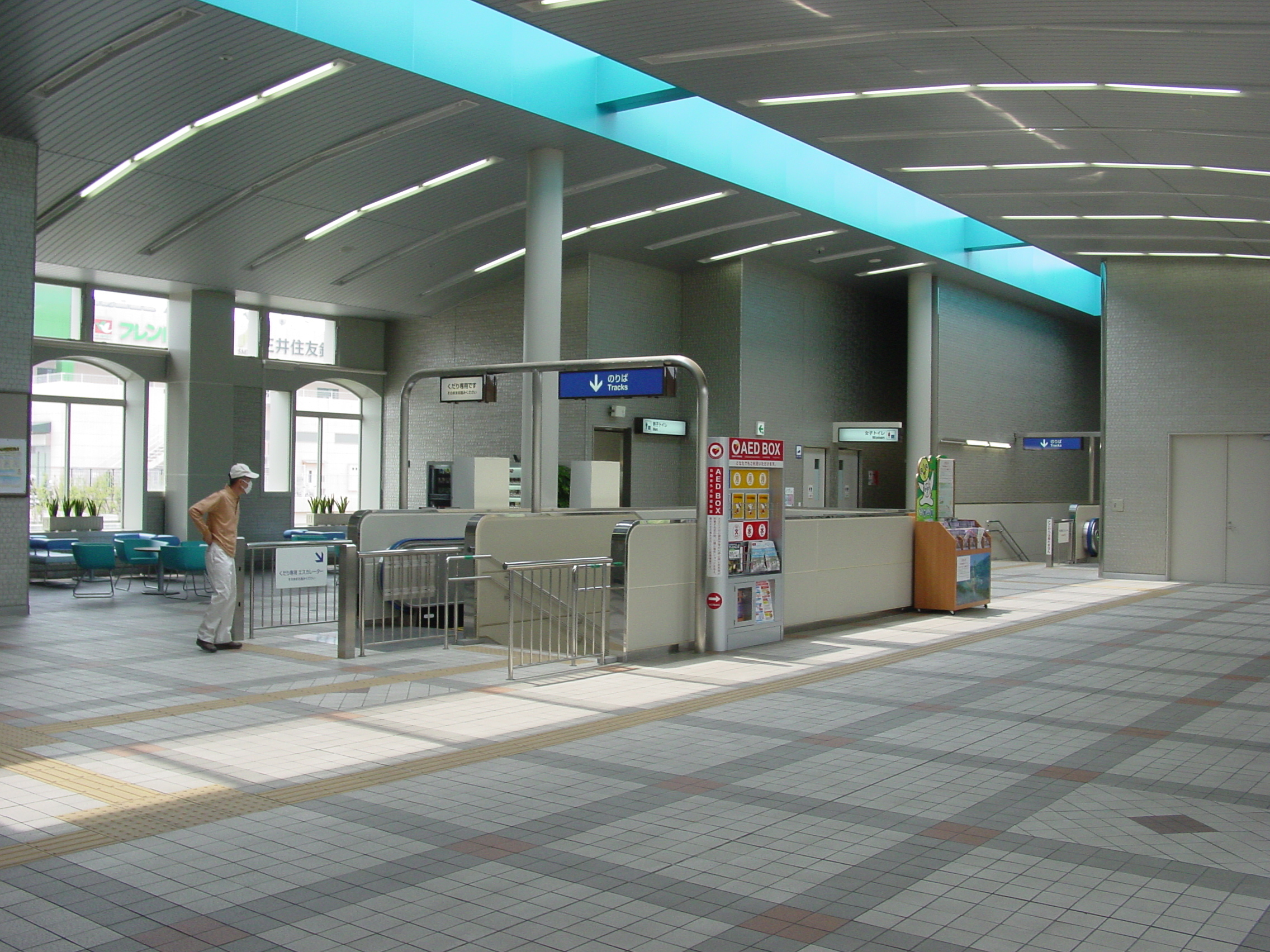
コンコース（2009年5月）
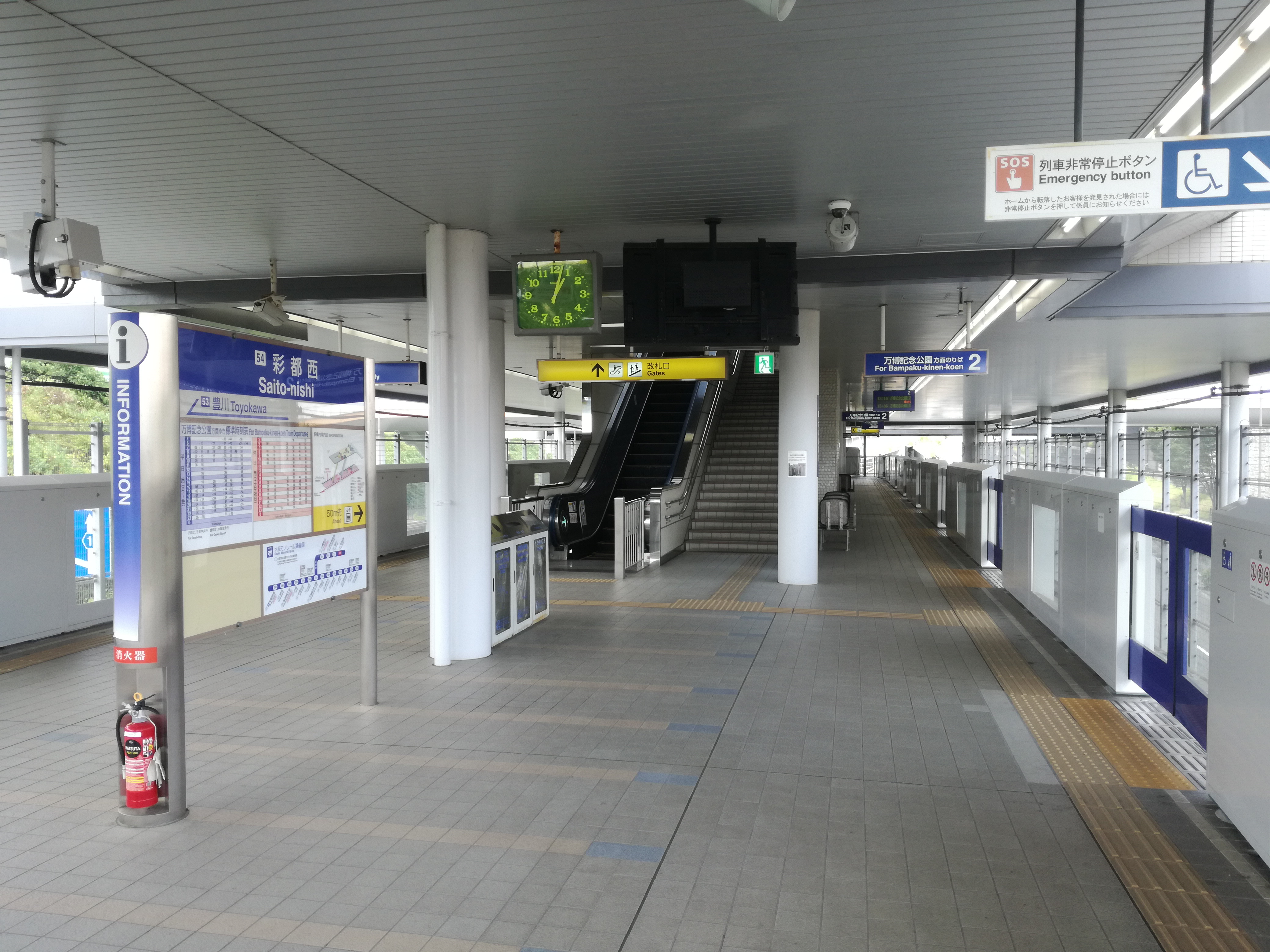
ホーム（2020年8月）

## 利用状況
2022年（令和4年）次の1日平均乗降人員は9,646人（乗車人員：4,765人、降車人員：4,881人）で、大阪モノレールの駅全18駅中10位。
開業後の各年次・各年度の利用状況は下表の通り。
| 年度/年次          | 各年次   | 各年次   | 各年次   | 各年度・年間（単位：千人） | 各年度・年間（単位：千人） | 各年度 乗車人員 | 出典          | 出典          | 出典             |
| 年度/年次          | 乗降人員 | 乗車人員 | 降車人員 | 乗車人員                   | 降車人員                   | 各年度 乗車人員 | 府            | 市            | モノレール       |
| ------------------ | -------- | -------- | -------- | -------------------------- | -------------------------- | --------------- | ------------- | ------------- | ---------------- |
| 2006年（平成18年） | 3,773    | 1,756    | 2,017    | -                          | -                          | -               | [ 大阪府 1 ]  | -             | -                |
| 2007年（平成19年） | 3,963    | 2,016    | 1,947    | -                          | -                          | -               | [ 大阪府 2 ]  | -             | -                |
| 2008年（平成20年） | 4,427    | 2,262    | 2,165    | 835                        | 802                        | -               | [ 大阪府 3 ]  | [ 茨木市 1 ]  | -                |
| 2009年（平成21年） | 4,473    | 2,282    | 2,191    | 832                        | 799                        | -               | [ 大阪府 4 ]  | [ 茨木市 1 ]  | -                |
| 2010年（平成22年） | 4,760    | 2,441    | 2,319    | 912                        | 863                        | -               | [ 大阪府 5 ]  | [ 茨木市 1 ]  | -                |
| 2011年（平成23年） | 5,216    | 2,681    | 2,535    | 1,004                      | 951                        | -               | [ 大阪府 6 ]  | [ 茨木市 1 ]  | -                |
| 2012年（平成24年） | 6,025    | 3,087    | 2,938    | 1,127                      | 1,072                      | -               | [ 大阪府 7 ]  | [ 茨木市 1 ]  | -                |
| 2013年（平成25年） | 6,744    | 3,351    | 3,393    | 1,271                      | 1,308                      | -               | [ 大阪府 8 ]  | [ 茨木市 2 ]  | -                |
| 2014年（平成26年） | 7,471    | 3,682    | 3,789    | 1,350                      | 1,388                      | -               | [ 大阪府 9 ]  | [ 茨木市 3 ]  | -                |
| 2015年（平成27年） | 8,079    | 4,002    | 4,077    | 1,461                      | 1,488                      | -               | [ 大阪府 10 ] | [ 茨木市 4 ]  | -                |
| 2016年（平成28年） | 8,720    | 4,317    | 4,403    | 1,595                      | 1,626                      | -               | [ 大阪府 11 ] | [ 茨木市 5 ]  | -                |
| 2017年（平成29年） | 9,366    | 4,649    | 4,717    | 1,733                      | 1,759                      | -               | [ 大阪府 12 ] | [ 茨木市 6 ]  | -                |
| 2018年（平成30年） | 10,101   | 5,012    | 5,089    | 1,861                      | 1,888                      | -               | [ 大阪府 13 ] | [ 茨木市 7 ]  | -                |
| 2019年（令和元年） | 10,907   | 5,432    | 5,475    | 1,976                      | 1,994                      | -               | [ 大阪府 14 ] | [ 茨木市 8 ]  | -                |
| 2020年（令和02年） | 8,893    | 4,413    | 4,480    | 1,553                      | 1,575                      | -               | [ 大阪府 15 ] | [ 茨木市 9 ]  | -                |
| 2021年（令和03年） | 8,810    | 4,367    | 4,443    | 1,594                      | 1,625                      | 4,368           | [ 大阪府 16 ] | [ 茨木市 10 ] | [ モノレール 1 ] |
| 2022年（令和04年） | 9,646    | 4,765    | 4,881    | 1,789                      | 1,834                      | 4,902           | [ 大阪府 17 ] | [ 茨木市 11 ] | [ モノレール 2 ] |

## 駅周辺
駅前には、ロータリーが設置されている。
- 国際文化公園都市（彩都）
  - ガーデンモール彩都（フレンドマートを核テナントとするショッピングセンター）
  - Francfranc LE GARAGE 彩都店（2024年4月21日閉店）
  - りくろーおじさんの店 彩都の森店
  - ラ・ムー彩都店
  - 池田泉州銀行 彩都支店（旧 池田店舗）・茨木市では唯一の支店）
  - 彩都西郵便局
  - cube3110（彩都インフォ＊ミュージアム）
  - 彩都ライフサイエンスパーク
  - 彩都西公園
  - あさぎ里山公園
  - 彩都保育園
  - 彩都敬愛幼稚園（認定こども園）
  - 彩都敬愛保育園（認定こども園）
  - 茨木市立彩都西小学校
  - 茨木市立彩都西中学校
  - 箕面市立彩都の丘小学校・中学校（小中一貫校、愛称・彩都の丘学園）
  - 彩都友紘会病院
- 早稲田摂陵高等学校
- 向陽台高等学校
- 大阪府道1号茨木摂津線
- 大阪府道4号茨木能勢線

## バス路線
駅前ロータリーに阪急バスが乗り入れる。停留所名は「彩都西駅」。
| のりば | 路線               | 系統・行先                            | 備考                                           |
| ------ | ------------------ | ------------------------------------- | ---------------------------------------------- |
| 1      | 彩都線             | 22系統：箕面萱野駅/彩都粟生北二丁目   | 彩都粟生北経由、最終便は二丁目止まり           |
| 1      | 彩都線             | 23系統：箕面萱野駅/阪急箕面駅         | 彩都粟生南経由。一部便は豊能管轄               |
| 1      | 北大阪ネオポリス線 | 24系統：箕面萱野駅                    | 彩都粟生南経由                                 |
| 2      | 茨木彩都線         | 95系統：JR茨木駅/阪急茨木市駅（西口） | 一部便はJR茨木駅止まり                         |
| 2      | 彩都線             | 21系統：箕面萱野駅                    | 彩都あさぎ経由、最終便は彩都あさぎ三丁目止まり |
| 3      | 北大阪ネオポリス線 | 24系統：余野（東能勢中）              | 上音羽・希望ヶ丘二丁目経由                     |
| 3      | 忍頂寺車作線       | 139系統：余野（東能勢中）             | 忍頂寺・銭原経由。一日3本のみ                  |

## 隣の駅
大阪モノレール
■彩都線
豊川駅 (53) - 彩都西駅 (54)

### 利用状況
1. ↑  大阪府統計年鑑 - 大阪府
2. ↑  茨木市統計書 - 茨木市

#### 大阪モノレール
1. ↑  “2021年度駅別旅客数”.   大阪モノレール. 2023年6月19日時点のオリジナルよりアーカイブ。2024年7月12日閲覧。
2. ↑  “2022年度　駅別旅客数”.   大阪モノレール. 2023年6月24日時点のオリジナルよりアーカイブ。2024年7月12日閲覧。

#### 大阪府統計年鑑
1. ↑  大阪府統計年鑑（平成19年） (PDF)
2. ↑  大阪府統計年鑑（平成20年） (PDF)
3. ↑  大阪府統計年鑑（平成21年） (PDF)
4. ↑  大阪府統計年鑑（平成22年） (PDF)
5. ↑  大阪府統計年鑑（平成23年） (PDF)
6. ↑  大阪府統計年鑑（平成24年） (PDF)
7. ↑  大阪府統計年鑑（平成25年） (PDF)
8. ↑  大阪府統計年鑑（平成26年） (PDF)
9. ↑  大阪府統計年鑑（平成27年） (PDF)
10. ↑  大阪府統計年鑑（平成28年） (PDF)
11. ↑  大阪府統計年鑑（平成29年） (PDF)
12. ↑  大阪府統計年鑑（平成30年） (PDF)
13. ↑  大阪府統計年鑑（令和元年） (PDF)
14. ↑  大阪府統計年鑑（令和2年） (PDF)
15. ↑  大阪府統計年鑑（令和3年） (PDF)
16. ↑  大阪府統計年鑑（令和4年） (PDF)
17. ↑  大阪府統計年鑑（令和5年） (PDF)

#### 茨木市統計書
1. 1 2 3 4 5  茨木市統計書 平成25年版（2013年版）PDF版  (PDF)
2. ↑  茨木市統計書 平成26年版（2014年版）PDF版  (PDF)
3. ↑  茨木市統計書 平成27年版（2015年版）PDF版  (PDF)
4. ↑  茨木市統計書 平成28年版（2016年版）PDF版  (PDF)
5. ↑  茨木市統計書 平成29年版（2017年版）PDF版  (PDF)
6. ↑  茨木市統計書 平成30年版（2018年版）PDF版  (PDF)
7. ↑  茨木市統計書 令和元年版（2019年版）PDF版  (PDF)
8. ↑  茨木市統計書 令和2年版（2020年版）PDF版  (PDF)
9. ↑  茨木市統計書 令和3年版（2021年版）PDF版 (PDF)
10. ↑  茨木市統計書 令和4年版（2022年版）PDF版 (PDF)
11. ↑  茨木市統計書 令和5年版（2023年版）PDF版 (PDF)